# 鐵鳥翱天
鐵鳥翱天，是日本純種競賽馬匹。生涯稱霸中長途賽事，2020年勝出菊花賞後，成爲日本史上第八匹經典三冠馬及第三匹無敗三冠馬，更達成世界賽馬史上首對父子無敗三冠制霸，並於2024年被選爲日本中央競馬會殿堂馬。

## 出賽前
2017年4月1日出生於北海道新冠町North Hills，所有權歸於牧場負責人前田幸治之弟前田晉二旗下。
其後交由栗東訓練中心練馬師矢作芳人訓練。

## 競賽生涯

### 2歲
2019年9月15日出戰阪神競馬場兩歲新馬戰，由福永祐一策騎。比賽途中以穩定的節奏追走，進入直路後隨即衝出並拋離第二以2 1/2馬位獲得首勝。
其後完成被安排出戰公開賽荻錦標，但因扭傷下轉戰日程較後的東京體育盃兩歲錦標。由於福永選擇策騎萊伯城鎮，因而由莫雅代打策騎。然而賽前其突然暴走，導致騎師莫雅落馬且左臂受傷，所幸其無大礙之下得以繼續作賽，賽事開始後，鐵鳥翱天處於先頭第五的位置推進，進入直路後抽出外檔加速。直路中段，其瞬間超越前方的賽駒並繼續保持速度，最終拉開第二的喜樂邦5馬位及以破紀錄的1分44.5秒時間取得首個分級賽冠軍。

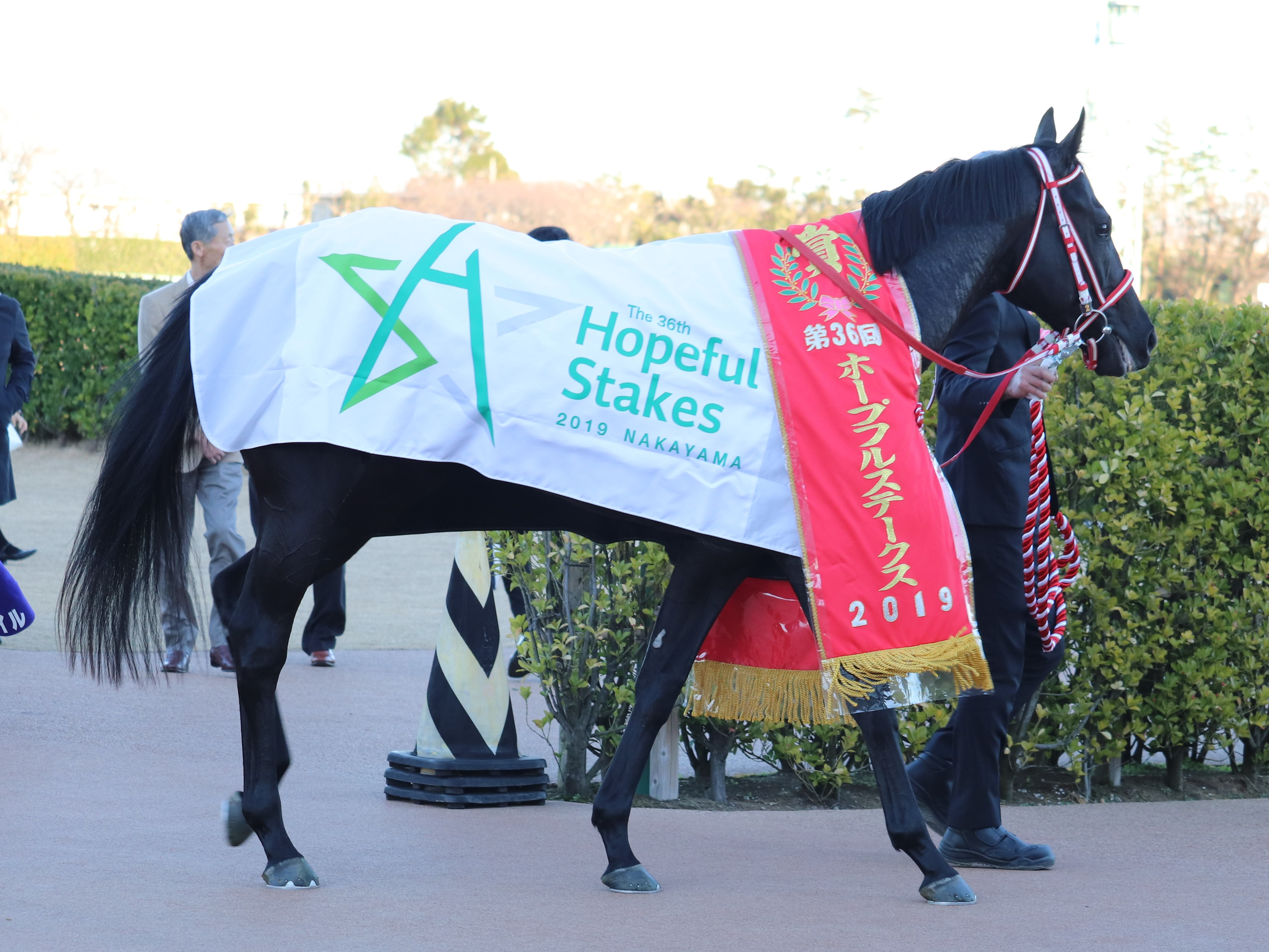
希望錦標頒獎儀式

12月18日出戰希望錦標，獲得第一人氣。比賽開始後，其於先頭位置展開比賽，雖然其一直表現出衝前的慾望，但騎師福永成功控制其於第四左右的位置穩定前進。通過第三彎道後，其開始發力加速，於直路上超越領放的本初之海取得領先，最終保持速度下成功抵擋後方寰宇旅者的追擊取得首個分級賽冠軍。
年末，由於其以無敗姿態勝出一級賽，因而於評選中以197票當選最佳2歲雄馬。

### 3歲
2020年4月19日於放草後直接出戰皋月賞，成功壓過戰舞者及里見旗幟獲得第一人氣。比賽開始後，由於鐵鳥翱天有些微慢閘的行爲，因而於較後的第十二名追走。通過第三彎道時，其開始抽出外檔準備加速，通過第四彎道時進佔先頭位置。進入直路後，其於外檔位置不斷加速，此次內欄位置的戰舞者亦已展開衝刺，最終鐵鳥翱天率先透出之下以1/2馬位優勢奪得冠軍。
短暫放草過後出戰東京優駿（日本打吡），於強敵缺席下以1.4倍獨贏賠率獲得第一人氣。比賽開始後，其處於內欄第三的位置展開推進，進入對面直路後雖然一度被愛狂想曲迫近，但其於騎師福永的指揮下保持冷靜並繼續遵從節奏。進入直路後，其稍微外閃至中間位置加速，最終成功跑出全場最快末腳下以3馬位擊敗突擊的戰舞者取得第二冠，亦爲繼父系大震撼後再一匹無敗二冠馬。
9月27日於短暫放草過後出戰神戶新聞盃，賽前獲得第一人氣。比賽開始後，其再次於內欄位置逐步推進，於第三彎道時開始發力。雖然進入直路後其一度被馬群包圍，但其於最後300米成功由空隙穿出，最終成功爆發速度之下拉開第二的寰宇之旅取得勝利。
10月25日出戰菊花賞，賽前其以壓倒性的1.1倍獨贏賠率獲得第一人氣。比賽開始後，其並未成功搶佔先頭位置，因而於中團靠前的位置開始推進，並於比賽途中一直被大哲學家緊盯。進入直路後，其成功憑藉第四彎道的發力衝出，但此時大哲學家亦於外檔位置一直加速，兩駒隨即展開纏鬥。直路中段，鐵鳥翱天及大哲學家仍然處於爭奪先頭的狀態，最終於鐵鳥翱天稍勝一籌之下，其以頸位壓過對手奪冠，成爲日本史上第八匹經典三冠馬，亦爲第三匹無敗三冠馬，更成功達成史上首次父子制霸無敗三冠。
11月29日出戰日本盃，將和同期無敗三冠雌馬謀勇兼備及2018年三冠雌馬杏目決戰，由於此爲首度有三匹三冠馬同場決戰，當中更有兩匹以無敗姿態奪得此榮譽的賽駒，因而被稱爲「世紀之戰」。賽事初段由神業於前方快放，鐵鳥翱天則於第五左右的先頭位置開始推進。通過第四彎道時，後方的謀勇兼備開始逐步發力，而其則抽出外檔準備加速。進入直路後，其隨即大外檔加速衝刺，雖然轟出全場最快的34.3秒末腳並成功抵擋謀勇兼備的追擊，但仍然無法超越一早處於前方的杏目之下以第二吞下生涯首敗。
年末，由於其以無敗姿態勇奪三冠，因而於評選中以全票283票當選最佳3歲雄馬。

### 4歲
2021年4月4日以大阪盃作爲年度首戰，比賽初段由麗冠花環於前方帶出並做出前1000米59.8秒的較快步速，鐵鳥翱天則於中團的位置追走。通過第三彎道後，其開始發力跟上前方的賽駒，進入直路後聯同放聲歡呼及戰舞者以前方的麗冠花環爲目標加速。然而受到天雨及軟地的影響，其於直路上未能發揮最大實力，不但未能追上領放的麗冠花環，其後更被魔族紳士超越，最終以第三完賽。
完成大阪盃後其原定以寶塚紀念作爲目標，然而練馬師矢作芳人其後認爲鐵鳥翱天的身體狀態稍顯疲倦，且腳部亦有不安的跡象，因而決定避戰寶塚紀念。
經過休養過後於10月31日秋季天皇賞，獲得第一人氣。比賽開始後，其因失去平行飛出閘外而被迫於後方追走，前方則由實搏大帝及放聲歡呼帶出。進入直路後，其爆發出全場最佳末腳，雖然成功超越些微失速的放聲歡呼，但未能追上樂透心之下以1馬位差距落敗得第二。

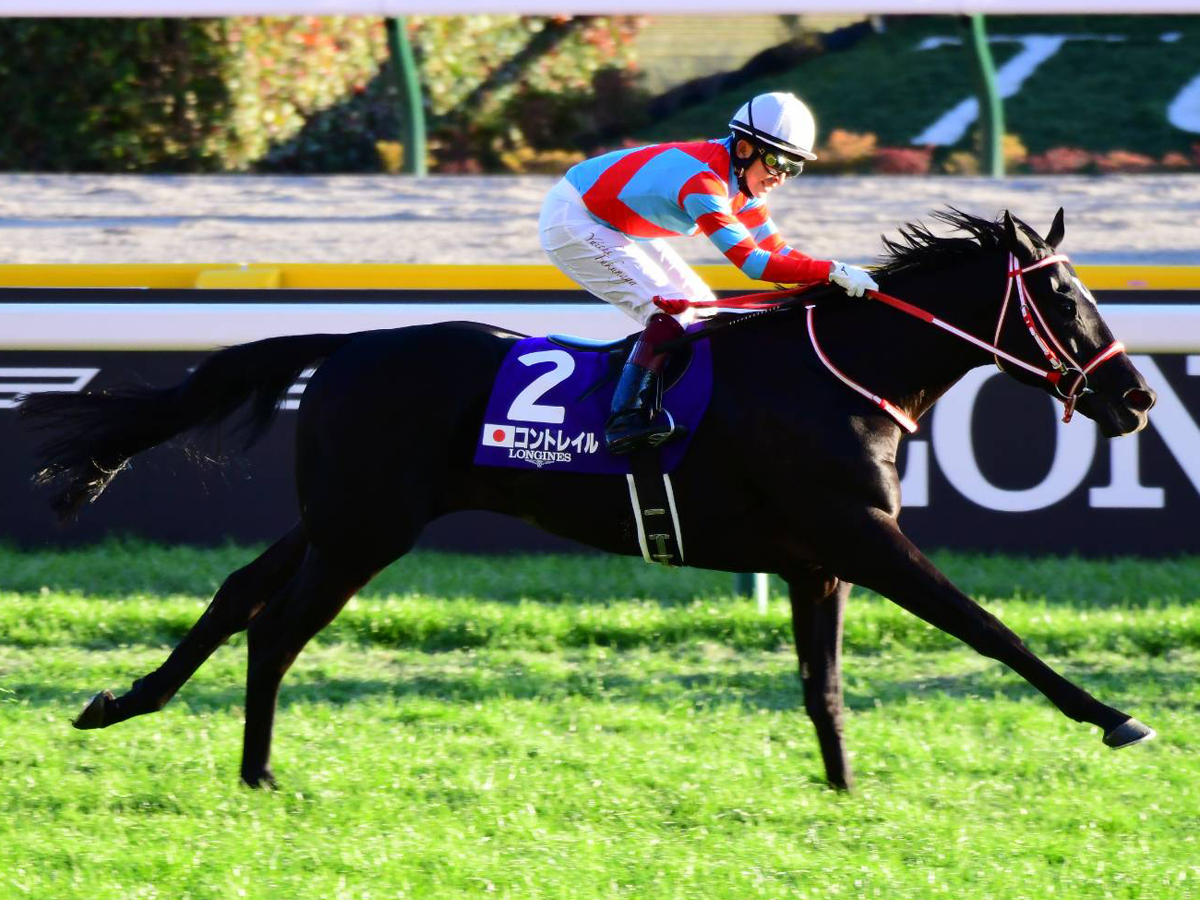
出戰日本盃的鐵鳥翱天

11月28日出戰日本盃，並確定此戰爲退役戰。比賽開始後，大哲學家於前方慢放，做出前1000米62.2秒的超慢步速，鐵鳥翱天則於中團位置逐步推進。通過第三彎道時，爲應對慢步速對中團後上馬不利的影響，騎師福永決定指揮其開始加速。進入直路後，其開始加速並成功進佔先頭位置，最終保持速度之下超越前方的威信英明以2馬位優勢奪得冠軍。
其後按照計劃退役，並於當日東京競馬場所有賽事結束後舉行退役儀式。
年末，由於其於年度的優良表現，於評選中以282票當選最佳4歲及以上雄馬，成為繼Meiji Hikari後歷來第二匹賽駒同時獲得最佳兩歲、三歲、四歲及以上雄馬的殊榮。

### 詳細賽績
| 日期       | 舉辦國家 | 馬場 | 距離   | 級別 | 賽事名稱           | 負重 | 騎師     | 馬號 | 出馬 | 名次 | 時間   | 頭馬（二馬） |
| ---------- | -------- | ---- | ------ | ---- | ------------------ | ---- | -------- | ---- | ---- | ---- | ------ | ------------ |
| 15/9/2019  | 日本     | 阪神 | 草1800 |      | 2歲新馬            | 54   | 福永祐一 | 9    | 09   | 1    | 1:48.9 | （奔放熱舞） |
| 16/11/2019 | 日本     | 東京 | 草1800 | GII  | 東京體育盃兩歲錦標 | 55   | 莫雅     | 6    | 08   | 1    | 1:44.5 | （喜樂邦）   |
| 28/12/2019 | 日本     | 中山 | 草2000 | GI   | 希望錦標           | 55   | 福永祐一 | 2    | 13   | 1    | 2:01.4 | （寰宇旅者） |
| 19/4/2020  | 日本     | 中山 | 草2000 | GI   | 皋月賞             | 57   | 福永祐一 | 1    | 18   | 1    | 2:00.7 | （戰舞者）   |
| 31/5/2020  | 日本     | 東京 | 草2400 | GI   | 東京優駿           | 57   | 福永祐一 | 5    | 18   | 1    | 2:24.1 | （戰舞者）   |
| 27/9/2020  | 日本     | 中京 | 草2200 | GII  | 神戶新聞盃         | 56   | 福永祐一 | 2    | 18   | 1    | 2:12.5 | （寰宇旅者） |
| 25/10/2020 | 日本     | 京都 | 草3000 | GI   | 菊花賞             | 57   | 福永祐一 | 3    | 18   | 1    | 3:05.5 | （大哲學家） |
| 29/11/2020 | 日本     | 東京 | 草2400 | GI   | 日本盃             | 55   | 福永祐一 | 6    | 15   | 2    | 2:23.2 | 杏目         |
| 4/4/2021   | 日本     | 阪神 | 草2000 | GI   | 大阪盃             | 57   | 福永祐一 | 7    | 13   | 3    | 2:02.5 | 麗冠花環     |
| 31/10/2021 | 日本     | 東京 | 草2000 | GI   | 秋季天皇賞         | 58   | 福永祐一 | 1    | 16   | 2    | 1:58.0 | 樂透心       |
| 28/11/2021 | 日本     | 東京 | 草2400 | GI   | 日本盃             | 57   | 福永祐一 | 2    | 18   | 1    | 2:24.7 | （威信英明） |

## 退役後
退役後，鐵鳥翱天成爲了配種馬，於北海道安平町社台Stallion Station休養，自2022年开始配種，当年配種費爲1200萬日圓。并在2024年调整为1500万日元，2025年调整至1800万日元。鐵鳥翱天的首匹子嗣於2023年出生，首批子嗣可於2025年出賽。
2024年6月4日，鐵鳥翱天被選出爲日本中央競馬會第36匹殿堂馬，在176票中獲得152票。

## 血統簡介
父系大震撼爲日本賽駒，爲日本賽馬史上第二匹無敗三冠馬，生涯出戰十四場賽事僅得兩場未能勝出，退役後配種成績亦極爲優秀。祖父週日寧靜是美國三冠賽雙軍馬，退役後在日本配種，在日本馬壇相當成功，贏得多項分級賽事，其子嗣贏得巨額獎金。
母系Rhodochrosite爲日本賽駒，生涯出戰七場賽事均未能勝出。外祖父Unbridled's Song爲美國賽駒，生涯戰績不俗，曾勝出一級賽育馬者盃兩歲馬大賽，退役後亦有優秀的配種成績。

### 血統表
| 父線：週日寧靜系（Halo系）            |                                 |              |                 |
| 種馬 大震撼 2002年（棗色）            | 週日寧靜 1986年（棕色）         | Halo         | Hail to Reason  |
| 種馬 大震撼 2002年（棗色）            | 週日寧靜 1986年（棕色）         | Halo         | Cosmah          |
| 種馬 大震撼 2002年（棗色）            | 週日寧靜 1986年（棕色）         | Wishing Well | Understanding   |
| 種馬 大震撼 2002年（棗色）            | 週日寧靜 1986年（棕色）         | Wishing Well | Mountain Flower |
| 種馬 大震撼 2002年（棗色）            | 風中秀髮 1991年（棗色）         | Alzao        | 利法爾          |
| 種馬 大震撼 2002年（棗色）            | 風中秀髮 1991年（棗色）         | Alzao        | Lady Rebecca    |
| 種馬 大震撼 2002年（棗色）            | 風中秀髮 1991年（棗色）         | Burghclere   | Busted          |
| 種馬 大震撼 2002年（棗色）            | 風中秀髮 1991年（棗色）         | Burghclere   | Highclere       |
| 繁殖雌馬 Rhodochrosite 2010年（灰色） | Unbridled's Song 1993年（灰色） | Unbridled    | Fappiano        |
| 繁殖雌馬 Rhodochrosite 2010年（灰色） | Unbridled's Song 1993年（灰色） | Unbridled    | Gana Facil      |
| 繁殖雌馬 Rhodochrosite 2010年（灰色） | Unbridled's Song 1993年（灰色） | Trolley Song | Caro            |
| 繁殖雌馬 Rhodochrosite 2010年（灰色） | Unbridled's Song 1993年（灰色） | Trolley Song | Lucky Spell     |
| 繁殖雌馬 Rhodochrosite 2010年（灰色） | Foklore 2003年（棗色）          | 鐵勝龍       | Cee's Tizzy     |
| 繁殖雌馬 Rhodochrosite 2010年（灰色） | Foklore 2003年（棗色）          | 鐵勝龍       | Cee's Song      |
| 繁殖雌馬 Rhodochrosite 2010年（灰色） | Foklore 2003年（棗色）          | Contrive     | 雷貓            |
| 繁殖雌馬 Rhodochrosite 2010年（灰色） | Foklore 2003年（棗色）          | Contrive     | Jeano           |
| 雌系：Baby League系（號族：1-s）      |                                 |              |                 |
| 五代內近親交配：Fappiano 4×5          |                                 |              |                 |

## 命名由來
名字Contrail（コントレイル）即是飛機雲，香港則加以聯想，翻譯为「鐵鳥翱天」，也因為其名字的涵義而被中國馬迷稱為飛機雲。

## 外部連結
- 鐵鳥翱天 netkeiba.com （页面存档备份，存于）
- 血統表 （页面存档备份，存于）